# Santa Maria (Ilocos Sur)
Santa Maria è una municipalità di terza classe delle Filippine, situata nella provincia di Ilocos Sur, nella regione di Ilocos.
A Santa Maria si trova la Chiesa di Nuestra Señora de la Asuncion, una delle Chiese barocche delle Filippine Patrimonio dell'umanità dell'UNESCO.
Santa Maria è formata da 33 baranggay:
- Ag-agrao
- Ampuagan
- Baballasioan
- Baliw Daya
- Baliw Laud
- Bia-o
- Butir
- Cabaroan
- Danuman East
- Danuman West
- Dunglayan
- Gusing
- Langaoan
- Laslasong Norte
- Laslasong Sur
- Laslasong West
- Lesseb

- Lingsat
- Lubong
- Maynganay Norte
- Maynganay Sur
- Nagsayaoan
- Nagtupacan
- Nalvo
- Pacang
- Penned
- Poblacion Norte
- Poblacion Sur
- Silag
- Sumagui
- Suso
- Tangaoan
- Tinaan